# ライフコース
ライフコースとは、個人の一生を家族経歴、職業経歴、居住経歴などの様々な経歴の束として捉えたものである。

## 地理学におけるライフコース
地理学において、ライフコースはその空間的側面が重要な要素として扱われる。特に、都市地理学において、ライフコースは個人の一生と都市構造の関係を検討する際に用いられる。
また、ライフコースはコーホートごとに特有の性質を帯びることが知られている。

## 社会学におけるライフコース
社会学では、ある歴史的事件や社会状況の急激な変化が、その後の個人の人生にどんな影響を与えたかを、縦断的に調査する研究法をライフコースモデルという。『大恐慌の子どもたち』を著したグレン・エルダーは、「ライフコースとは、個人が年齢別の役割や出来事を経つつ辿る行路をさす」と定義している。ライフコース分析は、従来の平均的な人の一生をモデル化したライフサイクル論とは異なり、社会的なパターンと個人の生活を結びつけて説明しようとするアプローチである
。